# Thioniella rugosa
Thioniella rugosa är en insektsart som beskrevs av Metcalf 1938. Thioniella rugosa ingår i släktet Thioniella och familjen sköldstritar. Inga underarter finns listade i Catalogue of Life.